# Gemeentemuseum Den Haag

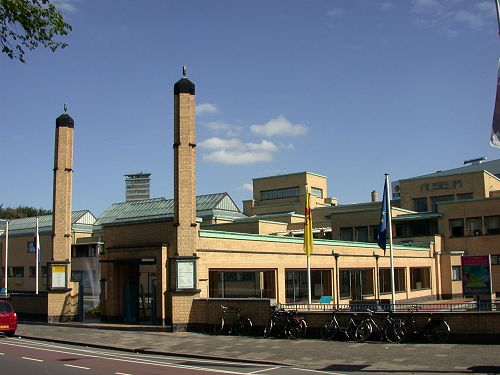
Il Gemeentemuseum a L'Aia

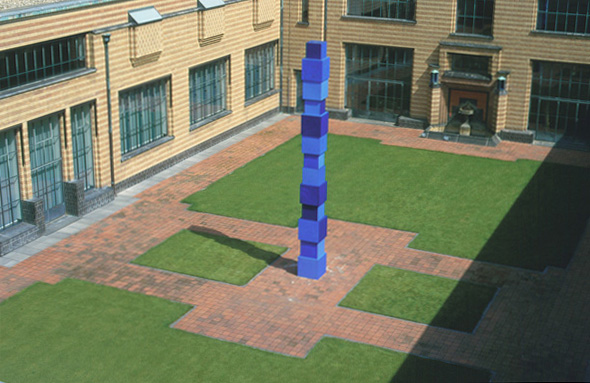
Jürgen Partenheimer, Weltachse V, installazione al Gemeentemuseum, 1999

Il Gemeentemuseum Den Haag è un museo a L'Aia con un'importante collezione di arte moderna.

## La collezione
La collezione si sviluppa attorno all'opera di Piet Mondrian (la collezione più importante al mondo) che proviene principalmente dalla collezione di Salomon B. Slijper. Slijper aveva soprattutto opere del periodo figurativo di Mondrian, prima dell'inizio del periodo più conosciuto della pittura neoplastica. Tra le opere più importanti è il Victory Boogie Woogie (donata nel 1998 dalla De Nederlandsche Bank).
Nella collezione del museo vi sono inoltre opere di Pablo Picasso, Theo van Doesburg, Bart van der Leck, Charley Toorop e Francis Bacon. Importante è anche la collezione di grafiche, vestiti e strumenti musicali.

## L'edificio
L'edificio è stato inaugurato nel 1935 e progettato da Hendrik Petrus Berlage. La torre scompare per dar spazio ad un edificio piatto; l'avvicinamento alla nuova architettura è sempre più esplicito. Opera introversa che racchiude gli elementi naturali all'interno. È l'ultima grande opera prima della morte dell'artista avvenuta nel 1934.